# روبي هنتر
روبي هنتر (بالإنجليزية: Ruby Hunter)‏ هي مغنية مؤلفة ومغنية أسترالية، ولدت في 31 أكتوبر 1955 في جنوب أستراليا في أستراليا، وتوفيت في 17 فبراير 2010 في Western District (Victoria) ‏ في أستراليا بسبب نوبة قلبية.

## وصلات خارجية
- روبي هنتر على موقع IMDb (الإنجليزية)
- روبي هنتر على موقع ميوزك برينز (الإنجليزية)
- روبي هنتر على موقع ديسكوغز (الإنجليزية)